# Gare de Niort
Gare de Niort vasútállomás Franciaországban, Niort településen.

## Vasútvonalak
Az állomást az alábbi vasútvonalak érintik:
- Chartres–Bordeaux-vasútvonal
- Saint-Benoît-La Rochelle-Ville-vasútvonal
- La Possonnière-Niort-vasútvonal

## Kapcsolódó állomások
A vasútállomáshoz az alábbi állomások vannak a legközelebb:
- Gare de Saint-Maixent
- Gare de Prin-Deyrançon
- Gare de Fors
- Gare de La Crèche